# Civic Technology
Civic Technology steht für technische Konzepte (insbesondere aus dem Bereich der Informationstechnik), die Engagement und Beteiligung von Bürgern fördern. Schwerpunktbereiche bilden dabei die Schaffung von Kommunikationsplattformen, die Verbesserung öffentlicher Infrastrukturen und Technik-zentrische Verbesserungen des Allgemeinwohls.
Civic Technology wird von unterschiedlichen Unternehmen, Organisationen und Initiativen entwickelt. Ein bekanntes Beispiel ist die Initiative Code for America (deutsches Pendant: Code for Germany), die als gemeinnützige Organisation mit den Arbeitsschwerpunkten Transparenz und Open Data tätig ist. „Gestartet ist das Programm 2014 in Deutschland mit der Gründung von Open Knowledge Labs in acht Städten. Die Labs sind regionale Gruppen von Designern, Entwicklerinnen, Journalisten und anderen Interessierten, die sich regelmäßig treffen, um an nützlichen Anwendungen rund um offene Daten zu arbeiten.“ Durch freie Lizenzen und Open-Source-Dokumentation können auch Einzelpersonen zu Civic Tech beitragen.
Basis bisher realisierter Civic-Technology-Anwendungen sind offene Verwaltungsdaten wie Finanzdaten, Umweltdaten, Daten zu Bildungseinrichtungen und statistische Daten. Aus diesen Daten entstehen Anwendungen wie beispielsweise der Offene Haushalt, ein Visualisierungswerkzeug für Finanzdaten, und Ratsinformationssysteme.
Der häufig synonym verwandte Begriff Public Interest Tech beschreibt „Basistechnologien die Grundlage für andere Anwendungen bilden [...] und [...] Projekte, die die Zivilgesellschaft in ihrer Rolle stärken“.

## Civic Technology in der Schweiz
Smartvote, eine Online-Wahlhilfe, gilt als erstes Beispiel einer Civic Technology-Anwendung, die in der Schweiz entwickelt wurde und seit ihrer Einführung 2003 rege genutzt wird. Viele weitere Anwendungen sind seither entwickelt worden; eine Übersicht bietet die Demokratie-Toolbox. Der Bundesrat hat 2020 in einem Bericht erstmals zum Thema Civic Technology umfassend Stellung genommen.